# Bailliage d'Allemagne
?–1751
Entités précédentes :
- Duché de Lorraine
- Comté de Deux-Ponts-Bitche
- Principauté de Lixheim

Entités suivantes :
- Bailliage de Bitche
- Bailliage de Boulay
- Bailliage de Bouzonville
- Bailliage de Dieuze
- Bailliage de Fénétrange
- Bailliage de Lixheim
- Bailliage de Merzig et Saargau
- Bailliage de Sarreguemines
- Bailliage de Schambourg

Le bailliage d’Allemagne alias le Bailliage allemand (en allemand, Deutsches Bellistum) était, avec le bailliage de Vôge (Mirecourt) et le bailliage français (Nancy), l'une des trois circonscriptions administratives du duché de Lorraine jusqu'à la réforme de 1751.  
Il regroupait les diverses possessions ducales de langue germanique situées géographiquement dans le Westrich, une ancienne province du Saint-Empire située le long de la vallée de la Sarre. Les terres d’Empire et les fiefs des évêques de Metz enclavés à l'intérieur du bailliage n’en faisaient pas partie.

## Histoire
Le siège du bailliage d’Allemagne était depuis le XIVe siècle situé à Vaudrevange (Wallerfangen). Au début du XVIIe siècle, il était composé de 790 localités.
Lors de la guerre de Trente Ans, la ville fut ruinée par les troupes suédoises alliées de la France. La région fut occupée par les troupes du roi Louis XIV de France qui ordonna en 1680 le démantèlement de la cité pour édifier une ville forte à sa gloire : Sarrelouis. Le Traité de Ryswick rendit la Lorraine à son duc légitime, Léopold Ier, qui transféra en 1698 le siège du bailliage à Sarreguemines.
En 1738, par le Traité de Vienne, la Lorraine et le Barrois furent donnés à titre viager à Stanislas Leszczynski, beau-père de Louis XV. Celui-ci confia l'administration de ses nouvelles possessions à son gendre.  
Comme dans le reste de la Lorraine allemande, les habitants du bailliage parlaient le francique lorrain et les actes officiels étaient le plus souvent rédigés en allemand standard (Hochdeutsch). Cependant, en septembre 1748, un édit de Stanislas Leszczyński, duc de Lorraine depuis 1738, imposa la langue française pour tous les actes publics et les procédures judiciaires du bailliage.
Le bailliage d’Allemagne fut supprimé par un édit en 1751 dans le cadre d’une grande réorganisation administrative du duché de Lorraine.
Conformément aux dispositions du Traité de Vienne (1738), le Duché de Lorraine fut rattaché à la France en 1766, à la mort de Stanislas, mais la structure administrative resta inchangée jusqu'à la Révolution (création des départements en 1789).
Certains territoires de l’ancien bailliage d’Allemagne dont Siersberg, Schaumberg, Merzig-Saargau, Berus et Vaudrevange, furent cédés à la Prusse lors des Traités de Paris de 1814 et 1815 ; ils font aujourd’hui partie du Land de la Sarre.

## Assises du bailliage
La juridiction des Assises de ce bailliage n'en dépassait pas les limites. La ville de Vaudrevange fut définitivement choisie comme siège ordinaire des assises du bailliage, dites « Assises d'Allemagne », par un édit de Charles III en date du 3 mai 1581.
À l'époque où fut écrit le manuscrit de la coutume de Lorraine, les Assises du bailliage d'Allemagne n'existaient plus. Le corps de l'ancienne chevalerie lorraine avait jadis tenu des Assises régulières dans le bailliage d'Allemagne. Mais cette partie du duché était la plus exposée aux ravages des guerres, et les incursions fréquentes de l'ennemi avaient suspendu le cours de la justice. Les Assises de ce bailliage furent rétablies plus tard.
Le « bailli d'Allemagne », au commencement du XVIe siècle, n'avait connaissance que des affaires portées volontairement devant lui par les parties. En règle générale, tous les procès qui survenaient entre gentilshommes, vassaux et gens d'église pour héritages, franc-alleux ou autres, et même ceux qui étaient intentés de seigneuries, rentes, revenus et droits seigneuriaux, ressortissaient à la section de Nancy. Cet état de choses portait un grave préjudice aux sujets du bailliage. Aussi firent-ils entendre de pressantes réclamations. Le 3 mai 1581, sur les remontrances « des gens de l'Estat de bailliage d'Allemagne », intervint un règlement qui renouvela, restitua et établit le siège de la justice et Assise dudit bailliage interrompu depuis quelques années.
Sous l'empire du règlement de 1581, toutes les causes portées en première instance aux Assises d'Allemagne étaient sujettes à appel. Les Assises de Nancy les jugeaient en dernier ressort. Cour de première instance en matières féodales, les Assises d'Allemagne jugeaient au contraire en dernier ressort les procès survenus entre les roturiers du bailliage. Ainsi il n'y avait pas de « Feurs assises » au bailliage d'Allemagne, mais toutes les matières soumises à cette juridiction n'y étaient décidées qu'en premier ressort.

## Baillis
Les baillis de ce bailliage, étaient désignés sous l'appellation de « bailli d'Allemagne » et étaient les suivants :  
| Identité                              | Période   | Observation                                                                                 |
| ------------------------------------- | --------- | ------------------------------------------------------------------------------------------- |
| Frédéric Clisentaine (ou Elisenstein) | 1206-1213 |                                                                                             |
| Jean de Warnesperg                    | 1271-1283 | Justicier                                                                                   |
| Guillaume                             | 1289      |                                                                                             |
| Peter Kern                            | 1299      |                                                                                             |
| Weichard de Hamberg ou Felsberg       | 1301      | Justicier                                                                                   |
| Charles                               | 1319      |                                                                                             |
| Fritzmann ou Frédéric de Linange      | 1335      | institué justicier par Geoffroy, son père, lieutenant du duc Raoul en la terre d'Allemagne. |
| Jean Priol (ou Prieur) de Sierck      | 1344-1362 |                                                                                             |
| Jean de Rosières                      | 1369      |                                                                                             |
| Willaume ou Guillaume de Belrain      | 1378-1381 |                                                                                             |
| Richard de Felsberg                   | 1386      |                                                                                             |
| Jean Wisse de Gerbéviller             | 1390-1404 | Écuyer                                                                                      |
| Henri Bayer de Boppart                | 1406-1418 |                                                                                             |
| Jean de Fléville                      | 1425      |                                                                                             |
| Charles d'Haraucourt                  | 1428-1429 |                                                                                             |
| Varry de Fléville                     | 1435-1462 |                                                                                             |
| Jean Wisse de Gerbéviller             | 1465-1472 | Conseiller et chambellan                                                                    |
| Jean Wisse de Gerbéviller             | 1473      | IIe du nom, conseiller et chambellan                                                        |
| Philippe                              | 1479-1486 | Comte de Linange et de Dagsbourg                                                            |
| Jean                                  | 1493      | Comte de Salm                                                                               |
| Hanneman                              | 1501      | Comte de Linange                                                                            |
| Henri                                 | 1505      | Comte de Salm, seigneur de Viviers                                                          |
| Jacques (ou Jacquot) d'Haraucourt     | 1514-1524 |                                                                                             |
| Philippe de Daun                      | 1534      | Seigneur de la Haute-Pierre et de Réchicourt                                                |
| Philippe de Hausen                    | 1546-1554 |                                                                                             |
| Adam                                  | 1560      | Baron de Pallant                                                                            |
| Bernard de Lutzelbourg                | 1563      | Conseiller et chambellan                                                                    |
| Guillaume Krantz de Geilspotzheim     | 1579      | Seigneur d'Hellimer, conseiller du duc                                                      |
| Philippe de Raigecourt                | 1587      | Seigneur d'Ancerville, chambellan et maitre d'hôtel ordinaire                               |
| Christophe                            | 1604      | Baron de Créhange et de Puttelange                                                          |
| Pierre-Ernest                         | 1622      | Baron de Créhange, conseiller d'État                                                        |
| Pierre de Carelle                     | 1633      | Conseiller d'État                                                                           |
| N. Brisacier                          | 1645      | Grand bailli d'Allemagne, gouverneur de Sierck                                              |
| Charles d'Haraucourt                  | 16??      | Marquis de Faulquemont, maréchal de Lorraine et Barrois                                     |
| Antoine de Lenoncourt                 | 1698      | Comte d'Albert, conseiller d'État et grand écuyer                                           |
| Louis                                 | 1705      | Marquis de Beauvau, conseiller d'État, maréchal de Lorraine et Barrois                      |
| Silvestre de Spada                    | 1732      | Marquis de Spada, chevalier d'honneur de la duchesse Élisabeth-Charlotte                    |

## Divisions en 1594
Selon l’historien Thierry Alix, le bailliage d’Allemagne comprenait en 1594 les châtellenies, prévôtés, seigneuries et villes de Sierck, Siersberg, Schaumberg, Merzig-Saargau, Vaudrevange, Berus, Boulay, Faulquemont, Hombourg et Saint-Avold, Forbach, Puttelange, Sarreguemines, Bitche, Sarralbe, Sarreck, Sarrebourg, Phalsbourg, Morhange, Marimont, Dieuze et Marsal. Certaines villes prétendaient cependant ne pas en faire partie et jouir de privilèges particuliers.

### Châtellenie de Dieuze
Angweiller, Assenoncourt (Essestorff), Basse-Lindre, Bathelémont, Bessingen (Bassing), Bispingen (Bisping), Buderstorff (Bidestroff), Blanche-Eglise, Kuttingen (Cutting), Dieuze, Gebersdorff (Guébestroff), Guéblange, Guermange (Germingen), Hampont (Hudingen), Haute-Lindre, Amange (alias Emsmingen/Insming), Luderfingen (Loudrefing), Metzingen (alias Metzing/Mellerey), Saint-Jean-de-Rorbach (Rorbach), Sotzelingen (Sotzeling), Techempfül (Tarquinpol), Dorsweiler (Torcheville), Wiss (Vuisse), Semange (alias Semingen/Zommange).

### Châtellenie de Morsperg (Marimont)
Alstorff-les-Leyningen, Bensingen (Bassing), Kuttingen (Cutting), Ginblingen (Guébling), Guémestorff (Guénestroff), Hunkirchen (Hunskirich), Leyningen (Léning), Lostorff (Lostroff), Luderfingen (Loudrefing), Nebingen (Nébing), Rhodes, Rorbach, Vergaville, Witersburg (Vintersbourg), Wirmangen (Virming).

### Comté de Bitche
Disputé à cette période avec le comte de Hanau-Lichtenberg, comme tout le reste du comté de Deux-Ponts-Bitche.
Abbertingen, Achen, Altheim, Bedweiller, Biningen, Boweiller, Breytembach, Bussweiller, Drulben, Eppenborn, Eppingen, Ettingen, Eychemberg, Gissingen, Greppen, Hauweiller, Hellingen, Hilscht, Hoddweiller, Holbach, Huspelschidt, Kallenhaussen, Kaltenhaussen, Lampach, Lengissheim, Leymberg, Ludenschidt, Moterhausen, Niedergailbach, Obergailbach, Omesweiller, Orchingen, Reygerssweiller, Riderchingen (Gros-Réderching), Riderchingen (Petit-Réderching), Rollingen, Roppweiller, Rorbach, Rumelingen, Schmalenthal, Schorbach, Schweigs, Sigerstal, Steimbach, Urbach, Wadhaussen, Waldsborn, Walsimer, Weiskirchen, Wolmunster.

## Divisions en 1710
Selon l’historien Henri Lepage, les prévôtés et offices dépendant de ce bailliage en 1710 étaient : Sarreguemines, Bouzonville, Insming, Dieuze, Saint-Avold, Bitche, Bouquenom, Sarverden, Boulay, Siersberg, Schombourg, Saralbe, Morhange (comté), Sareick (terre de), Lixheim, Fénétrange (seigneurie).

### Prévôté et Office de Dieuze
Alteville, Altroff, Assenoncourt, Bisping, Blanche-Eglise, Burlioncourt (châtellenie d'Haboudange), Château-Voué, Conthil, Cutting, Dieuze, Domnom (avec la cense de Kirkingen), Dordhal (seigneurie près de Marsal), Guébestroff, Guénestroff, Guéblange, Guermange, Guinzeling, Hampont (châtellenie d'Haboudange), Imling, Kerprich (baronnie), Lening, Lindre (Haute et Basse), Bassing, Bathelémont, Bidestroff (baronnie), Lidrequing, Lostroff, Loudrefing, Marimont ou Morsperg, Marthil, Mollering, Mont-Didier, Mulcey, Nébing, Neuf-Village, Riche, Rorbach, Soltzeling, Tarquinpol, Torcheville ou Dorsweiller, Vahl/Vald ou Vallen, Vergaville (avec la cense de Steinbach), Virming, Zommange.

### Seigneurie de Fénétrange
Berthelming, Betbornn, Diane-Capelle, Fénétrange, Gosselming, Haut-Clocher, Hilbesheim, Langatte, Lohr, Mittersheim, Munster, Niederstinzel, Postroff, Romelfing, Schalbach, Wibersweiller.

### Prévôté d'Insming
Insming (Amange), Rening, Rorbach.

### Prévôté et principauté de Lixheim
Dennelburg, Fleisheim ou Fletzing, Hellering ou Heilgring, Hérange ou Heringen (baronnie), Hoff/Holhoff ou Holff, Lamath ou Langmath, Lixheim, Mombrun ou Mommeren, Saint-Louis et Spartzbrode (avec Heigerstt et Roterbach, villages ruinés), Sainte-Marie de Bickenholtz, Werkersweiler.

### Prévôté et Office du comté de Morhange
Bermering (châtellenie d'Hinquezange), Dalhain (châtellenie d'Haboudange), Lindrequin ou Linderking, Pevange, Rodalbe, Zarbeling.

### Terre et Office de Sareick
Altroff ou Sarre-Altroff, Brouderdorff, Dolving ou Dolfing, Gosselming, Kerprich-aux-Bois, Nietting ou Nutting, Oberstinzel, Sareick (avec un château).

### Prévôté de Sarreguemines
Metzingen (Metzing[Lequel ?]).